# Mário Rui Correia Tomás
Mário Rui Correia Tomás (Lisboa, 26 de abril, 1983) é um ex-futebolista de Portugal, mais conhecido como Marinho. 
Durante a primeira metade da época 2007/2008 marcou 3 golos, em 13 jogos, na Liga Vitalis pelo Centro Desportivo de Fátima.
Terminou a carreira durante a pré-época de 2019-2020 ao mesmo tempo de João Real, depois dos dois terem representado a Académica durante 8 anos, ficando assim a integrar a estrutura interna do clube.
Na fase final da taça de Portugal 2011-2012 foi o seu golo solitário aos 3 minutos que permitiu a Briosa vencer o Sporting e conquistar a segunda taça de Portugal da história da Académica, depois de 73 anos.

## Títulos

### Olivais e Moscavide
- II Divisão - Série D 2005/2006

### Fátima
- II Divisão - Série C : 2006/2007

### Académica
- Taça de Portugal : 2011/2012